# ريتشارد بوسويل
ريتشارد بوسويل (بالإنجليزية: Richard Boswell)‏ هو سائق سيارة سباق ومهندس أمريكي، ولد في 1980.